# Barry Foster
Barry Foster (Beeston, 21 agosto 1931 – Guildford, 11 febbraio 2002) è stato un attore britannico.

## Filmografia parziale

### Cinema
- La battaglia di Rio della Plata (The Battle of the River Plate), regia di Michael Powell e Emeric Pressburger (1956)
- Fuoco sullo Yangtse (Yangtse Incident: The Story of H.M.S. Amethyst), regia di Michael Anderson (1957)
- Missili umani (High Flight), regia di John Gilling (1957)
- Dunkerque (Dunkirk), regia di Leslie Norman (1958)
- Mare di sabbia (Sea of Sand), regia di Guy Green (1958)
- Pacco a sorpresa (Surprise Package), regia di Stanley Donen (1960)
- Per il re e per la patria (King and Country), regia di Joseph Losey (1964)
- Questo difficile amore (The Family Way), regia di Roy Boulting (1966)
- Rapina al treno postale (Robbery), regia di Peter Yates (1967)
- I nervi a pezzi (Twisted Nerve), regia di Roy Boulting (1968)
- L'infallibile ispettore Clouseau (Inspector Clouseau), regia di Bud Yorkin (1968)
- I lunghi giorni delle aquile (Battle of Britain), regia di Guy Hamilton (1969)
- Il guru (The Guru), regia di James Ivory (1969)
- La figlia di Ryan (Ryan's Daughter), regia di David Lean (1970)
- Frenzy, regia di Alfred Hitchcock (1972)
- Divorzia lui, divorzia lei (Divorce His, Divorce Hers), regia di Waris Hussein (1973)
- Quel desiderio di lei (Der letzte Schrei), regia di Robert van Ackeren (1975)
- La squadra speciale dell'ispettore Sweeney (Sweeney!), regia di David Wickes (1977)
- I 4 dell'Oca selvaggia (The Wild Geese), regia di Andrew V. McLaglen (1978)
- Calore e polvere (Heat and Dust), regia di James Ivory (1983)
- Investigazione letale (The Whistle Blower), regia di Simon Langton (1986)
- Maurice, regia di James Ivory (1987)

### Televisione
- I gialli di Edgar Wallace (The Edgar Wallace Mystery Theatre) – serie TV, episodio 3x04 (1962)
- Missione segreta (Espionage) – serie TV, episodio 1x04 (1963)
- Van der Valk – serie TV, 32 episodi (1972-1992)
- La caduta delle aquile (Fall of Eagles) – serie TV, 7 episodi (1974)
- Tutti gli uomini di Smiley (Smiley's People) – miniserie TV (1982)
- Una donna di nome Golda (A Woman Called Golda), regia di Alan Gibson – film TV (1982)

## Doppiatori italiani
- Ferruccio Amendola in La figlia di Ryan
- Sergio Graziani in Frenzy
- Luciano De Ambrosis in I 4 dell'Oca selvaggia
- Sergio Fiorentini in Maurice